# Arrogancia
Arrogancia vagy gőg a neve a valaki által saját magánál kevesebbre tartott személyekkel (kisebbekkel, tudatlanabbakkal, tájékozatlanabbakkal, szegényebbekkel, alacsonyabb rangúakkal) szemben mutatott túlzott büszkeség, öntudat és felsőbbrendűség megnyilvánulásának viselkedésben, gesztusokban és fogalmazásban. 
Gyakran az ilyen viselkedésben a magatartás hivatalos, szertartásos és formális (stiláris) vonatkozásainak és/vagy fontosságának hangsúlyozása, erőltetése tapasztalható, és előfordul a mások önmagát is autentikus forrásokkal azonosító tekintélyekre való hivatkozással való kioktatása.[forrás?]
Arrogancia az a cselekedet, amelyben valaki jogokkal vagy előnyökkel[forrás?] visszaél, beleértve a csak retorikai (szóbeli) előnyöket, az erőszak alkalmazását, vagy az azzal való fenyegetést.[forrás?]
Az arrogancia ugyanúgy az agresszió egy vonatkozása, mint az agresszió színlelése, aminek a szükségtelen büszkeség számít. Az arrogáns személy bízik saját képességében és vallott értékeiben, gyakran keresi is azt a foglalkozást, szerepet, helyzetet és lehetőséget, ahol a magánál ”kevesebbeket” rendreutasíthatja vagy helyreteheti, ez az ő pszichológiai nyeresége.[forrás?]
Az interperszonális kommunikációban (párbeszédben vagy írásos vitában, egyezkedésben) az arrogancia abban a törekvésben nyilvánul meg az arrogáns résztvevő részéről, hogy ő határozhassa meg a kommunikáció stílusát, tartalmát, általában a szabályait. Ezzel ugyanis behozhatatlan előnyre és nyereségre tesz szert[forrás?], ahogy ez az arrogancia fenti meghatározásából következik.